# Підберезник чорний
Бабка чорна, Підбере́зник чо́рний (лат. Leccinum melaneum) — вид базидіомікотових грибів родини болетових (Boletaceae).

## Опис
Шапинка плодового тіла 5-9 см в діаметрі, чорно-бура. Гіменофор з досить великими порами трубочок. Ніжка з чорно-бурими дрібними лусочками. М'якоть біла, на розрізі не змінює забарвлення.

## Поширення
Підберезник чорний розповсюджений по всій Європі та Сибіру. Частіше його можна зустріти в сосново-березових смугах, в сирих, але не заболочених місцевостях. Плодоношення відбувається у серпні-вересні.

## Використання
Їстівний гриб. Має добрі смакові якості, в кулінарії застосовують різні способи його приготування.